# Circuit de Monaco
Le circuit de Monaco est un circuit automobile temporaire empruntant les rues de la ville de Monaco, dans les quartiers de La Condamine et Monte-Carlo. Il accueille chaque année le Grand Prix de Monaco et tous les deux ans le Grand Prix de Monaco Historique.
La première course automobile s'y tient en 1929 et il devient en 1950 le deuxième circuit de l'histoire à être utilisé pour la première édition du championnat du monde de Formule 1, après Silverstone.
Son tracé non permanent de 3,34 km, installé au cœur de la ville de Monaco pour les quelques jours que dure le Grand Prix, est le plus lent du championnat du monde de Formule 1. L'étroitesse des voies, sinueuses et bordées de rails, demande une concentration absolue. Les qualifications y sont déterminantes car les dépassements en course sont difficiles.

## Historique
Le 26 août 1890 naît le Sport Vélocipédique Monégasque (SVM) qui va connaître un rapide essor sous la présidence d’honneur du Prince Albert Ier. En 1907, le club devient Sport Automobile et Vélocipédique de Monaco (SAVM). Alexandre Noghès, Trésorier Général des Finances de la Principauté, est nommé président en 1909. À l'instar des grands rassemblements cyclistes, l’idée d’une épreuve automobile qui fera converger vers Monaco des concurrents venus de partout en Europe est émise par son fils, Antony, qui organise deux ans plus tard, le premier Rallye de Monte Carlo, remporté par Henri Rougier sur une Turcat-Méry.
Le 29 mars 1925, lors d’une assemblée générale extraordinaire réunissant cinquante-cinq membres du SAVM, le président Alexandre Noghès déclare qu’« en raison de l’importance prise par la Société, il est obligatoire d’en changer le titre et de la dénommer Automobile Club de Monaco ». La proposition mise au vote est approuvée, l’Automobile Club de Monaco vient de naître, il porte ce nom aujourd’hui encore.
Pour que la réussite soit totale, il reste encore à faire admettre l’ACM au sein de l’Association Internationale des Automobile Club Reconnus (AIACR), l’ancêtre de la FIA qui détient alors le pouvoir sportif légal. C’est à cet objectif que se consacrent Alexandre Noghès et son fils. Ce dernier est chargé, en 1928, de présenter la candidature de l’Automobile Club de Monaco au siège de l’AIACR à Paris. Comme les épreuves organisées par le club se déroulent hors du territoire monégasque, il se voit opposer un refus catégorique. Il lance alors l’idée de créer un circuit automobile dans les rues de la Principauté.
Malgré une marche à escalader entre le Quai des États-Unis et le Quai Albert Ier, une marche à descendre du côté des gazomètres, les pavés et les rails du tramway entre la Condamine et le Casino, Antony Noghès poursuit ses démarches, inspiré par ce type de course urbaine qui existe déjà aux États-Unis, notamment à Santa Monica ou Corona en Californie. Antony Noghès parle de son projet audacieux au pilote local Louis Chiron dont il sait pouvoir obtenir un avis pertinent et objectif. Entré dans la confidence, le pilote s’extasie ; « Fantastique ! Merveilleux ! Stupéfiant ! ». Le projet reçoit également le soutien enthousiaste du Prince Louis II et son appui.
Six mois plus tard, le 14 avril 1929, le Prince Pierre boucle le tour inaugural du circuit à bord d'une Torpedo Voisin conduite par le directeur de course, Charles Faroux, alors que Louis Chiron, engagé aux 500 miles d’Indianapolis, est absent. Seize pilotes prennent le départ du premier Grand Prix de Monaco sur une grille tirée au sort. La Principauté assiste à la victoire du britannique William Grover-Williams (dit « Williams ») sur une Bugatti 35B privée. Il boucle les cent tours du circuit de 3,180 km à une moyenne de 80 km/h devant Bouriano et la Mercedes-Benz SSKL de Rudolf Caracciola. La leçon que tirent les concurrents est que le circuit se révèle extrêmement sélectif et qu'il nécessite des voitures au châssis court, parfaitement maniables.
Interrompue pendant la guerre (de 1938 à 1947), l'épreuve reprend en 1948 mais n'a pas lieu l'année suivante du fait du décès du Prince Louis II. Le 21 mai 1950, le circuit accueille la deuxième manche du premier championnat du monde des conducteurs, enlevée par l'Alfa Romeo de Juan Manuel Fangio. L'épreuve redevient en 1952 une course de voitures de sport. Plutôt que d’accueillir les Formule 2, alors retenues pour le championnat du monde, le Grand Prix automobile de Monaco fait sa réapparition en 1955. En marge de la course principale de Formule 1, une épreuve de Formule Junior se tient de 1959 à 1963, puis de Formule 3 de 1964 à 1997, de Formule 3000/GP2/Formule 2 à partir de 1998.
Le circuit de Monaco ne connut qu'un accident mortel durant son histoire, celui de Lorenzo Bandini en 1967.

### Evolution du record absolu du tour
| Année | Date   | Épreuve | Pilote           | Voiture            | Chrono         |
| ----- | ------ | ------- | ---------------- | ------------------ | -------------- |
| 2025  | 24 mai | Q3      | Lando Norris     | McLaren-Mercedes   | 1 min 9 s 954  |
| 2019  | 25 mai | Q3      | Lewis Hamilton   | Mercedes           | 1 min 10 s 166 |
| 2019  | 25 mai | Q2      | Max Verstappen   | Red Bull-Honda     | 1 min 10 s 618 |
| 2018  | 26 mai | Q3      | Daniel Ricciardo | Red Bull-TAG Heuer | 1 min 10 s 810 |
| 2018  | 26 mai | Q2      | Daniel Ricciardo | Red Bull-TAG Heuer | 1 min 11 s 279 |
| 2018  | 24 mai | EL3     | Daniel Ricciardo | Red Bull-TAG Heuer | 1 min 11 s 786 |
| 2018  | 24 mai | EL2     | Daniel Ricciardo | Red Bull-TAG Heuer | 1 min 11 s 841 |
| 2017  | 27 mai | Q3      | Kimi Räikkönen   | Ferrari            | 1 min 12 s 178 |
| 2017  | 27 mai | Q2      | Kimi Räikkönen   | Ferrari            | 1 min 12 s 231 |
| 2017  | 27 mai | EL3     | Sebastian Vettel | Ferrari            | 1 min 12 s 395 |
| 2017  | 25 mai | EL2     | Sebastian Vettel | Ferrari            | 1 min 12 s 720 |
| 2017  | 25 mai | EL1     | Lewis Hamilton   | Mercedes           | 1 min 13 s 425 |

### Record du tour en course en Grand Prix
| Année | Pilote           | Voiture              | Chrono         |
| ----- | ---------------- | -------------------- | -------------- |
| 2025  | Lando Norris     | McLaren-Mercedes     | 1 min 13 s 221 |
| 2024  | Lewis Hamilton   | Mercedes             | 1 min 14 s 165 |
| 2023  | Lewis Hamilton   | Mercedes             | 1 min 15 s 650 |
| 2022  | Lando Norris     | McLaren-Mercedes     | 1 min 14 s 693 |
| 2021  | Lewis Hamilton   | Mercedes             | 1 min 12 s 909 |
| 2019  | Pierre Gasly     | Red Bull-TAG Heuer   | 1 min 14 s 279 |
| 2018  | Max Verstappen   | Red Bull-TAG Heuer   | 1 min 14 s 260 |
| 2017  | Sergio Pérez     | Force India-Mercedes | 1 min 14 s 820 |
| 2016  | Lewis Hamilton   | Mercedes             | 1 min 17 s 939 |
| 2015  | Daniel Ricciardo | Red Bull-Renault     | 1 min 18 s 063 |
| 2014  | Kimi Räikkönen   | Ferrari              | 1 min 18 s 479 |
| 2013  | Sebastian Vettel | Red Bull-Renault     | 1 min 16 s 577 |
| 2012  | Sergio Pérez     | Sauber-Ferrari       | 1 min 17 s 296 |
| 2011  | Mark Webber      | Red Bull-Renault     | 1 min 16 s 234 |
| 2010  | Sebastian Vettel | Red Bull-Renault     | 1 min 15 s 192 |

## Évolution du tracé
Jusqu'en 1950, la longueur du tracé était de 3,180 km. Depuis, le circuit de Monaco a subi quelques transformations mineures :
- En 1952, des aménagements au virage Sainte Dévote entraînent une réduction de la longueur qui passe à 3,145 km.
- En 1972, des modifications ont été apportées au circuit. On déplace les stands du boulevard Albert Ier (où ils se trouvaient sous les arbres, entre deux lignes droites raccordées par la courbe du « Gazomètre ») au bord de la mer, quai Kennedy, parallèle au quai des États-Unis. Cette solution est adoptée par la Grand Prix Drivers Association qui estime trop dangereux l'emplacement des stands à cet endroit. L'expérience ne dure qu'un an et, l'hiver suivant, de grands travaux sont achevés juste avant le Grand Prix 1973 avec la construction d'un nouveau tronçon reliant la courbe dite du « Bureau de Tabac » au Stade Nautique. On ajoute 133 mètres au parcours dont la longueur totale passe à 3 278 mètres par l'adjonction d'une portion le long du port, qui épouse le tracé de la nouvelle piscine et se termine en épingle autour du restaurant « La Rascasse ». Les stands sont réinstallés sur l'ancien quai désormais libéré. Comme la distance au tour est augmentée, le nombre de tours du Grand Prix passe de 80 à 78.
- En 1976, deux nouvelles chicanes sont ajoutées, l'une à Sainte Dévote, l'autre à la sortie de l'épingle de la Rascasse. Elles allongent encore le circuit de 34 mètres.
- En 1986, pour le 44e Grand Prix, l'élargissement de l'entrée du quai des États-Unis au pied de la descente du boulevard Louis II permet la création d'une nouvelle chicane portant le tour cette fois à 3,328 km.
- En 1997, la première chicane de la piscine est redessinée et porte désormais le nom de virage « Louis Chiron » en l'honneur de l'ancien champion monégasque à l'origine de la création du Grand Prix. La distance atteint alors 3,367 km.
- En 2003, une première phase d'aménagements portant sur la partie sud du port permet de gagner 5 000 m2 de terrain sur la mer. La portion de piste comprise entre la piscine et la Rascasse est déplacée de dix mètres vers le port par rapport à son emplacement initial et est complètement redessinée.
- En 2004, la création d'un bâtiment sur l'emplacement de l'ancienne piste entre la piscine et la Rascasse double la profondeur de l'esplanade accueillant la zone des stands. De nouveaux travaux permettent d'agrandir les infrastructures d'accueil des stands et une surface de 250 m2 est mise à la disposition de chaque écurie.

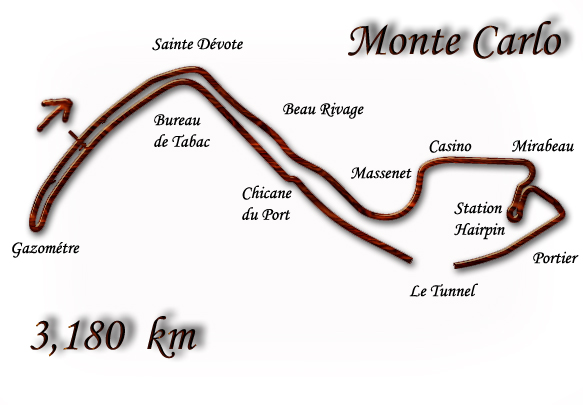
Le circuit en 1950.
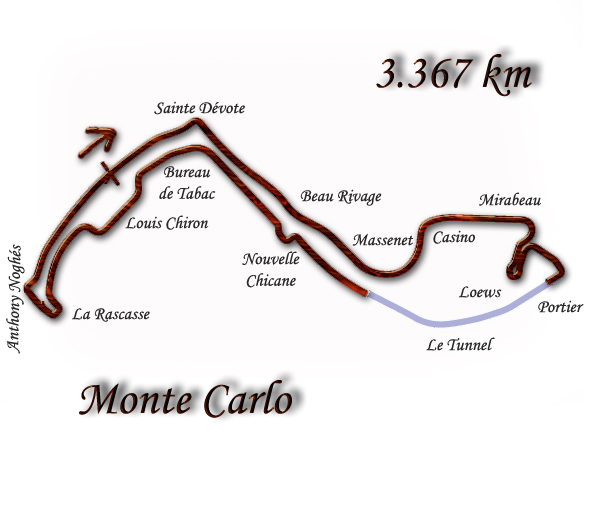
Le circuit en 1998.
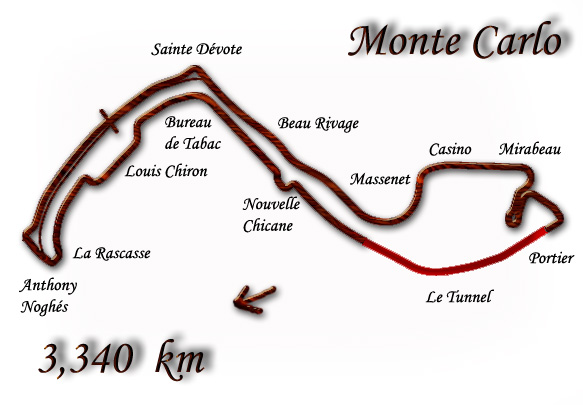
Le circuit en 2003.

## Description

Le circuit dans la ville.

Piloter sur ce circuit est un exercice de haute virtuosité car la piste est étroite et bordée de barrières de sécurité, il y a peu d'échappatoires et de nombreux virages sont sans visibilité. Quelques courtes lignes droites caractérisent le tracé, entraînant de nombreux changements de rapports de vitesses sur un tour (environ 4 150 sur 78 tours en 2008). De ce fait, la séance de qualification est primordiale ; les dépassements étant très difficiles, le pilote qui obtient la pole position a de fortes chances, sauf ennui mécanique, de remporter la course.
Après la ligne de départ, les pilotes remontent le boulevard Albert Ier et se pressent dans le premier virage à droite de « Sainte Dévote », lieu de nombreux accrochages dans le premier tour. Ils entament ensuite la montée très raide de « Beau-Rivage » jusqu'au gauche-droite très serré du « Casino ». De là, les pilotes redescendent jusqu'au virage à droite de « Mirabeau », puis vient l'épingle à gauche de l'hôtel « Fairmont » (anciennement « Loews »), virage le plus lent du championnat. La section « Portier » conduit ensuite à la mer et les pilotes passent dans le tunnel qui mène à la chicane près du port. À la sortie du tunnel, section la plus rapide du circuit, les monoplaces frôlent les 300 km/h. Après une courte ligne droite sur le quai des États-Unis, vient le virage à gauche du « Bureau de Tabac », la section gauche-droite de la « Piscine » puis une épingle très difficile à droite à « La Rascasse ». Les pilotes abordent enfin le virage « Anthony Noghès » avant la ligne des stands et l'arrivée.

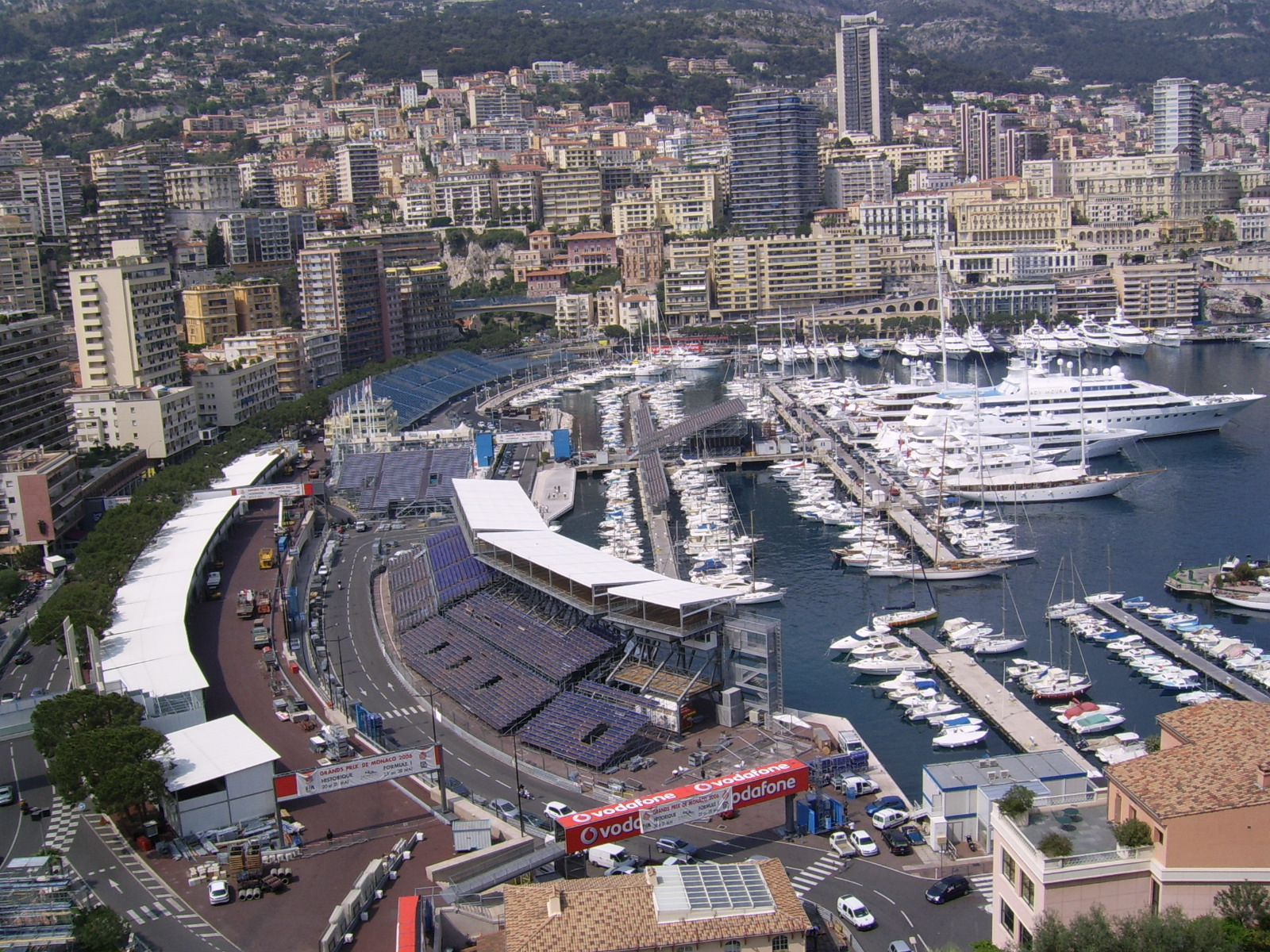
Vue des stands et des tribunes du port.
- Le Casino.
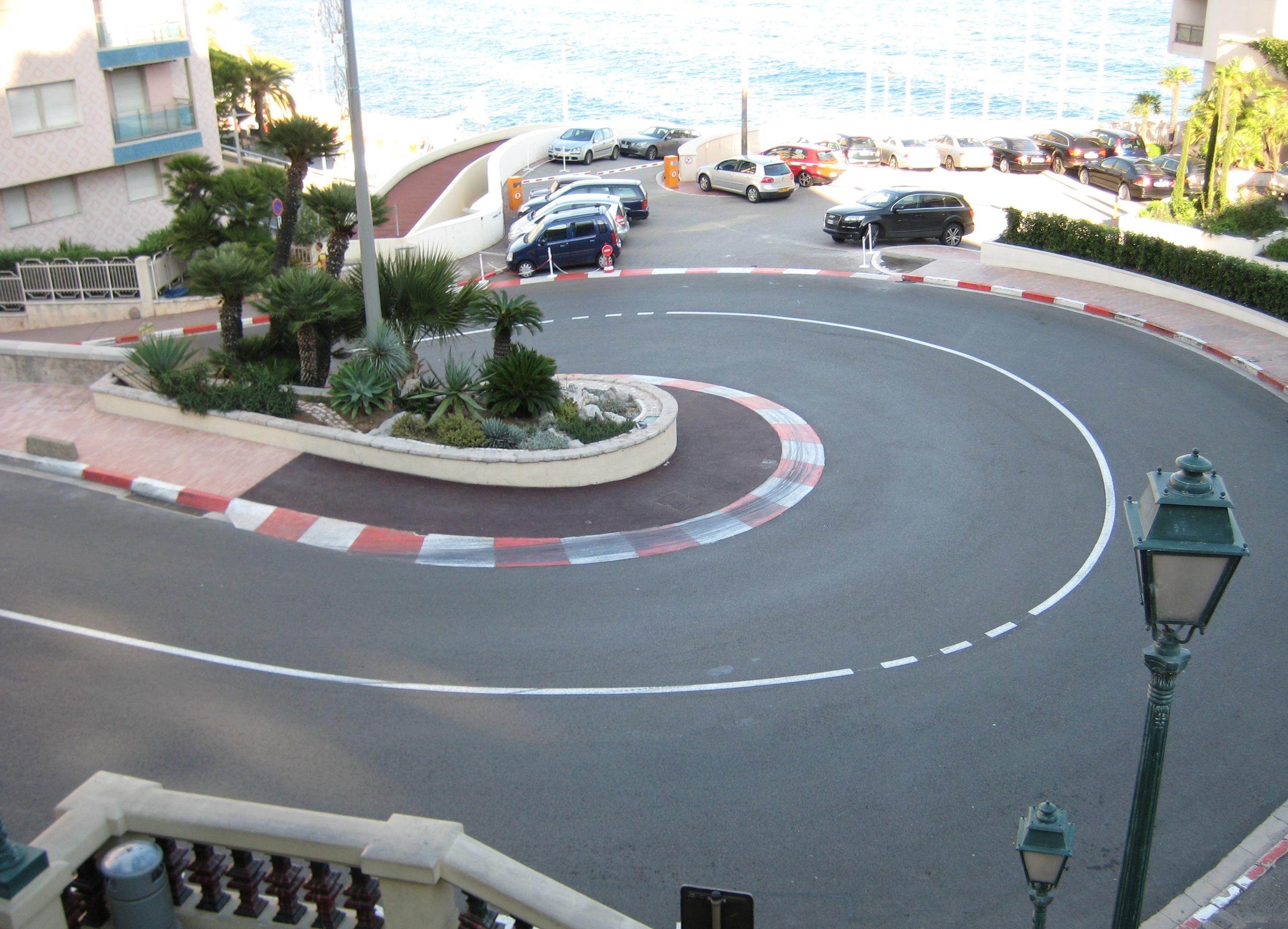
L'épingle du Grand Hôtel.
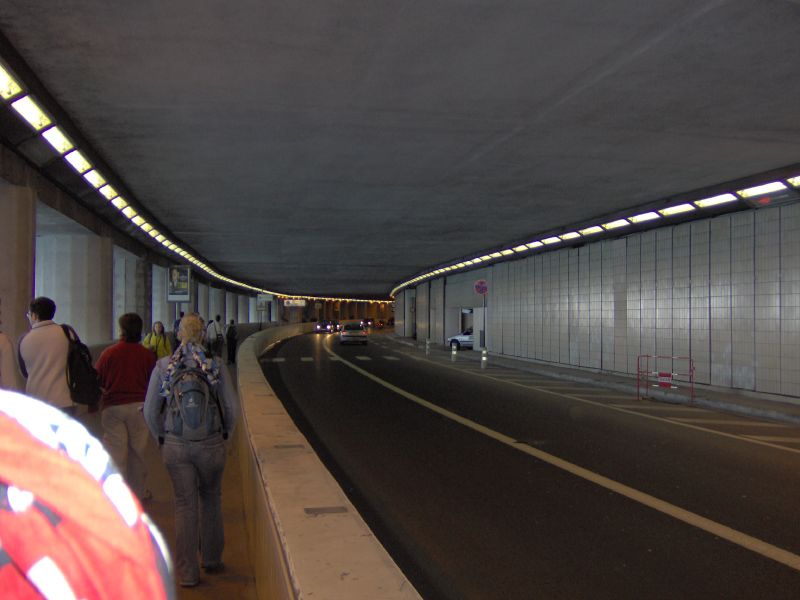
Le tunnel.
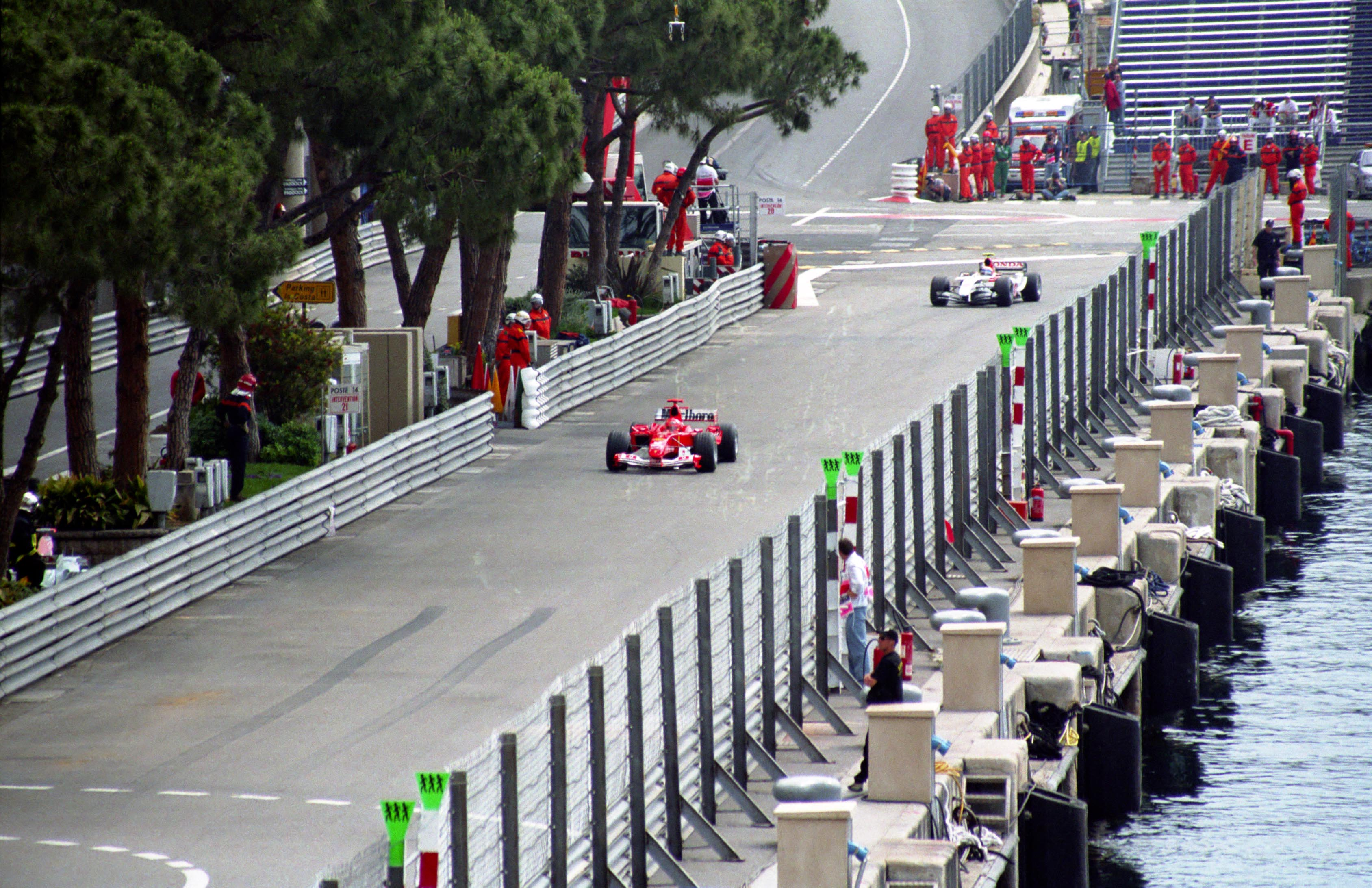
La sortie de la Nouvelle chicane.
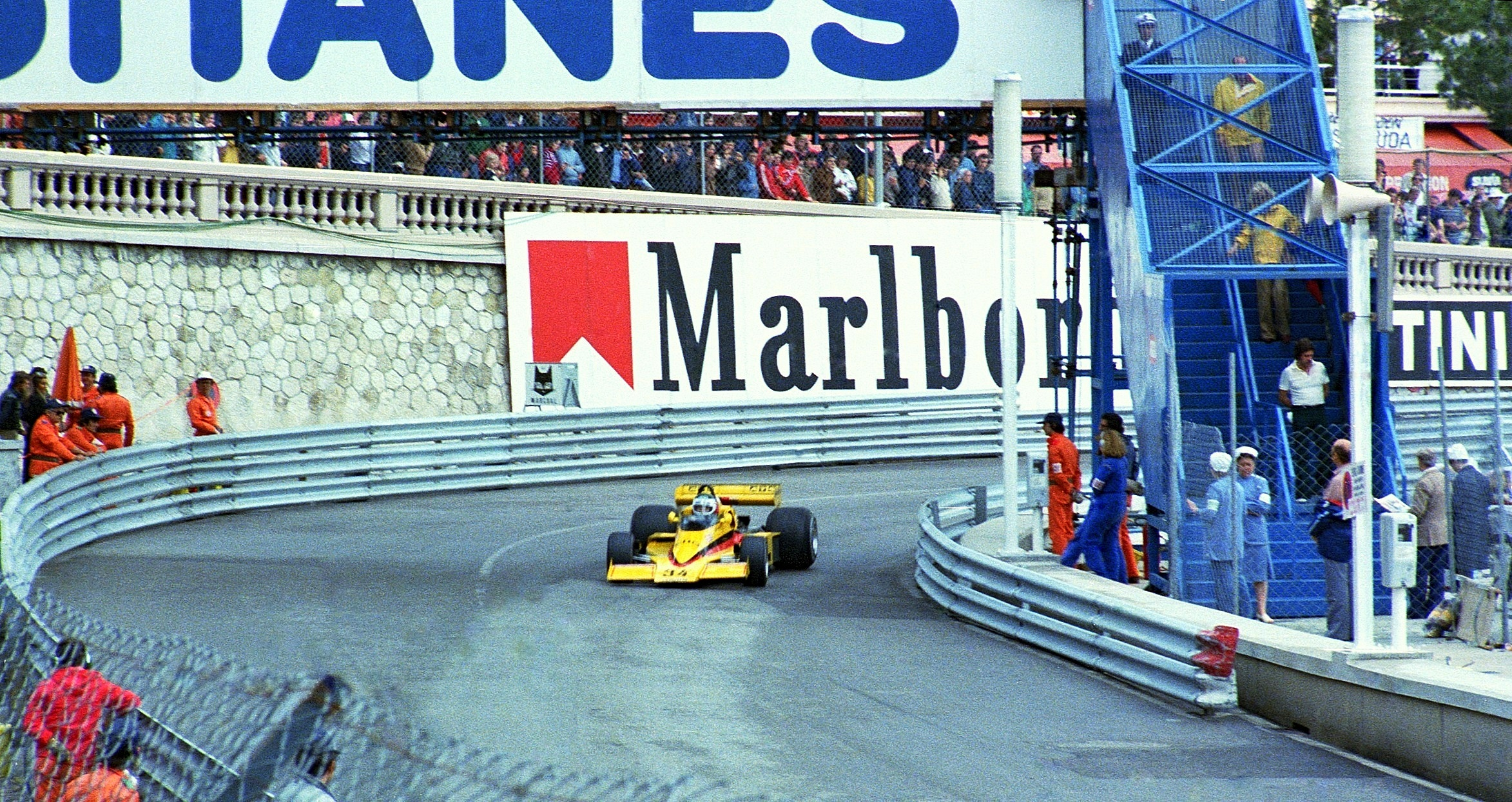
Le Tabac.
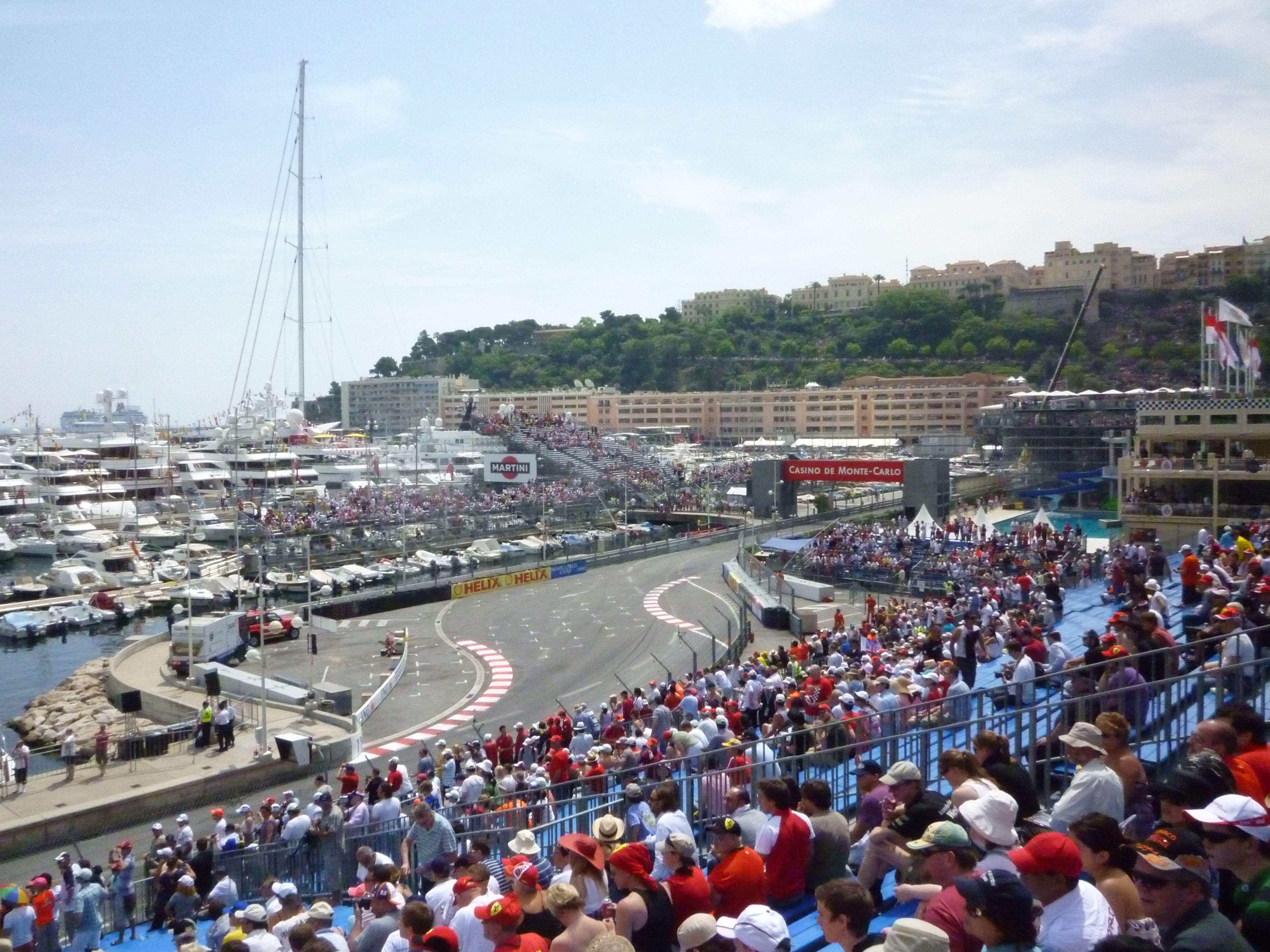
Le virage Louis Chiron et la Piscine.
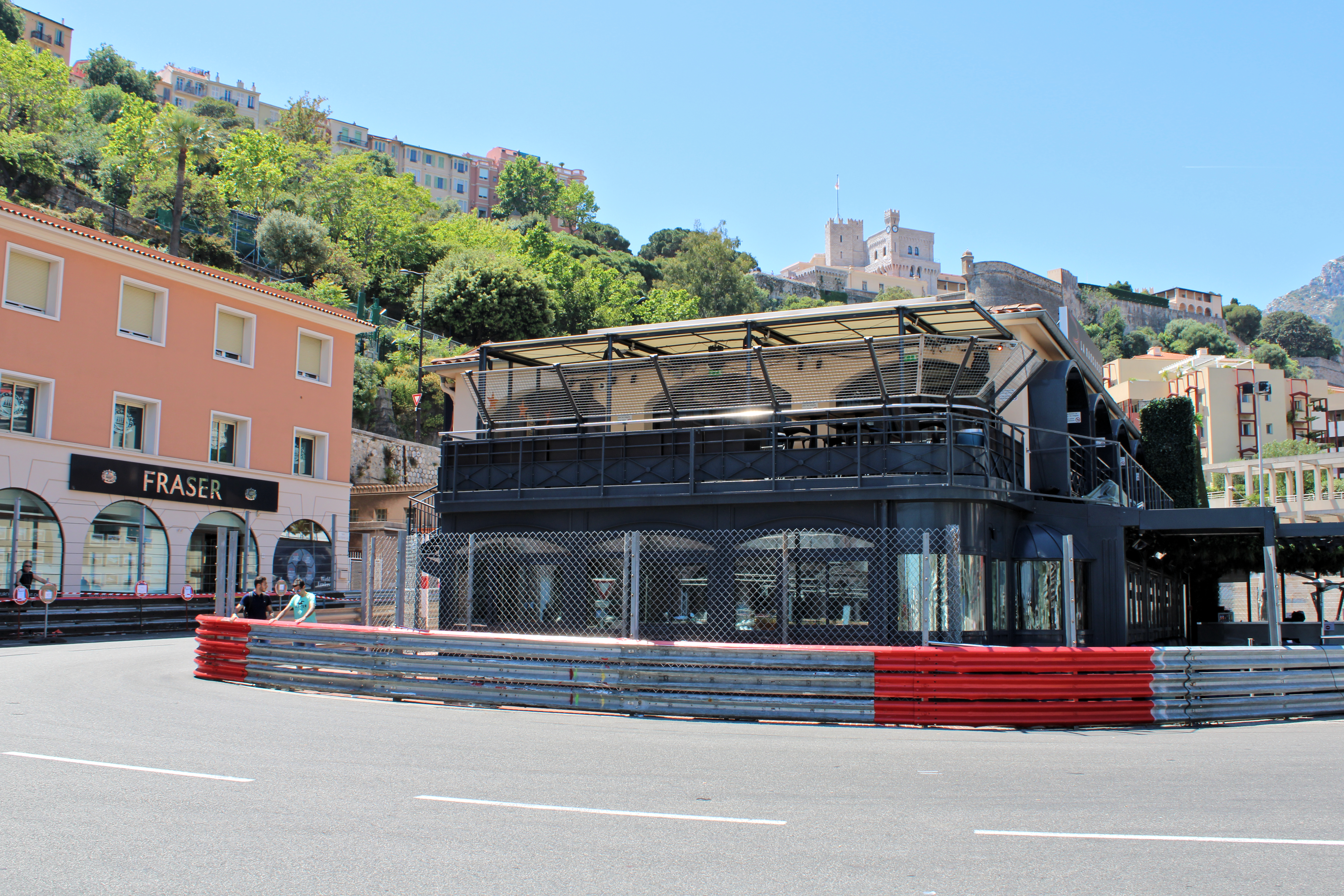
La Rascasse.

## Circuit de Formule E

Ancien tracé du circuit "court" utilisé pour l'épreuve de Formule E.

Le 18 septembre 2014, il est annoncé que le championnat de Formule E FIA ferait étape à Monaco en 2015 sur une version plus courte que le circuit original emprunté pour le Grand Prix de Monaco. Cette version du circuit, longue de seulement 1,765 km, évite la colline, la place du Casino, l'épingle à cheveux et le tunnel.
Le ePrix de Monaco n'est pas prévu sur le calendrier pour la deuxième saison de la Formule E en raison du Grand Prix Historique de Monaco se tenant tous les deux ans ; il est remplacé en 2016 par le ePrix de Paris avant de revenir en 2017. L'épreuve suivante se déroule en 2019, toujours sur le circuit court.
Le 16 avril 2021, l'ACM annonce que l'ePrix de 2021 se déroulera sur un tracé presque identique à celui de la F1. Puis la saison suivante, le tracé est identique à celui des courses en Formule 1.

## Culture populaire
Des circuits urbains ont été surnommés en référence au circuit de Monaco comme le circuit urbain de Long Beach aux États-Unis, surnommé « Monaco of the West » (« Le Monaco de l'ouest ») ou le circuit de Pau-Ville, surnommé « Le petit Monaco ».